# Derrick Barge 4 (schip)
De Derrick Barge 4 was een kraanponton die in 1949 bij Wiley Manufacturing werd omgebouwd voor McDermott. Hiervoor werd een ponton gebruikt uit het surplusmateriaal van het Amerikaanse leger die daarbij verbreed werd. Er werd een kraan geplaatst van 150 shortton. Dit was het eerste kraanponton dat specifiek voor de offshore werd gebouwd en de hijscapaciteit betekende een doorbraak. Hierdoor konden geprefabriceerde modules geplaatst worden in plaats van alles offshore in elkaar te zetten.